# Pedro Álvarez (beisbolista)
Pedro Manuel Álvarez (Santo Domingo, 6 de febrero de 1987) es un extercera base, Primera base y Bateador designado dominicano que jugó para los Pittsburgh Pirates y los Orioles de Baltimore en las Grandes Ligas de Béisbol.
Álvarez se crio en Washington Heights un barrio de Nueva York en Manhattan. Álvarez ha recibido el apodo de "El Toro", debido a su fuerza y complexión atlética.

## Carrera en High school
Álvarez asistió por primera vez la Mott Hall School para estudiantes dotados y talentosos en Harlem, donde fue un estudiante A. Luego asistió a la Horace Mann School en El Bronx, donde posee numerosos récords del béisbol, especialmente en jonrones, promedio de bateo, porcentaje de embasarse, porcentaje de slugging, y carreras impulsadas. Álvarez fue nombrado Atleta del Año en su temporada sénior. A pesar de que asistió a una escuela privada, la capacidad de Álvarez atrajo la atención de los ojeadores en la ciudad de Nueva York, sobre todo después de que él llevara a su equipo, Bayside Yankees, a un título nacional en 2005. En reconocimiento a su éxito, la compañía Louisville Slugger lo coronó como el jugador del año en Nueva York y también lo eligió para su equipo All-America.

## Carrera en la Universidad Vanderbilt
Después de graduarse de la escuela secundaria, Álvarez fue reclutado en la ronda 14 del draft de liga mayor de 2005 por los Medias Rojas de Boston. A pesar de que le ofrecieron un bono por firmar sustancial, Álvarez eligió en su lugar jugar béisbol universitario para Southeastern Conference en la Universidad Vanderbilt. Álvarez comenzó lento y tuvo algunos problemas para adaptarse al juego de la universidad. Sin embargo, después de haberse sentido cómodo, se convirtió en un miembro integral de la alineación de Commodore. Álvarez puso algunos de los mejores números ofensivos en la historia de Vanderbilt, estableciendo récords de temporada en jonrones (22) y segundo en carreras impulsadas detrás de Warner Jones. Estas estadísticas hicieron merecer a Álvarez los honores de National Freshman of the Year de varias publicaciones, incluida la revista Baseball America. Álvarez fue seleccionado para el equipo Nacional de los EE. UU., liderando al equipo en promedio de bateo. Baseball America lo ubicó como el segundo mejor prospecto profesional en el equipo. Además, la revista Sports Illustrated lo clasificó como el mejor prospecto profesional en el equipo y dijo que él era el "temprano favorito para ser el primer elegido en 2008," debido a su impresionante rendimiento en el verano y en su primer año.
Antes de la temporada de 2007, Álvarez fue seleccionado en la lista de vigilancia de Southeastern Conference y para los premios de jugador nacional del año. También fue elegido como un All-American primer equipo de pretemporada. Durante la temporada, Álvarez tuvo un gran éxito, bateando para .397 con 17 jonrones, 65 impulsadas, 72 anotadas, un porcentaje de embasarse de .467 y un porcentaje de slugging de .706. Su gran desempeño fue clave para que Vanderbilt se hiciera con su primer campeonato en la temporada regular. Durante el Torneo de la SEC, el poder ofensivo de Álvarez ayudó a Vanderbilt a venir de atrás a pesar de la caída del equipo en el primer partido del torneo. Ningún otro equipo en la historia de la SEC había venido de atrás alguna para ganar después de perder su primer partido, y Álvarez fue nombrado MVP del torneo.
Álvarez fue invitado de nuevo al equipo de EE. UU. después de su buen resultado en 2006 y demostraría ser un líder en el campo. Lideró al equipo en jonrones, carreras impulsadas, promedio de bateo, hits, y porcentaje de slugging.

## Carrera profesional

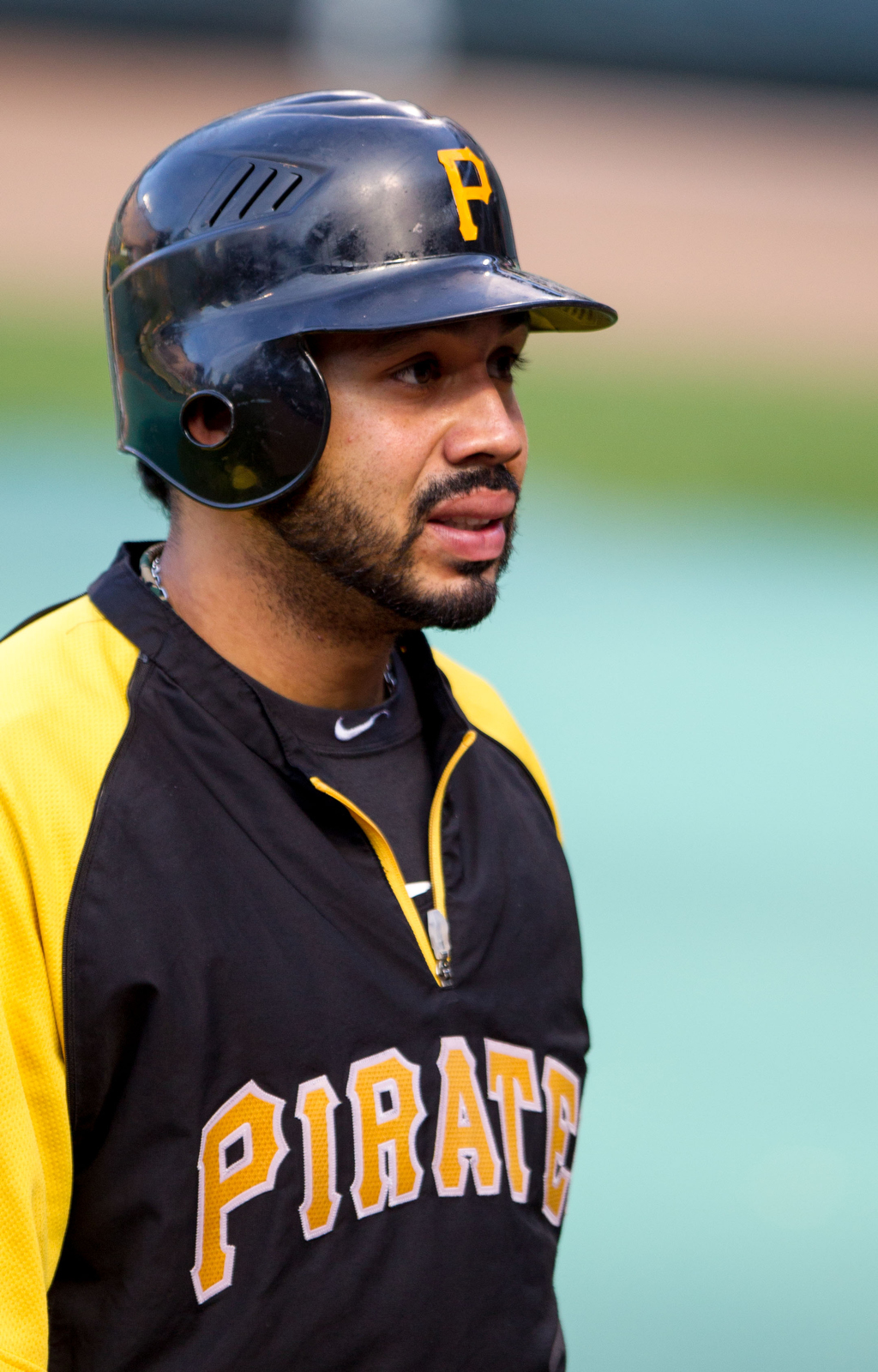
Pedro Alverez, durante una práctica en junio de 2012.

Álvarez fue reclutado por los Piratas de Pittsburgh en la primera ronda (segundo en general) en el Draft de Grandes Ligas de 2008. Acordó un contrato de ligas menores por 6 millones de dólares con los Piratas el 15 de agosto, minutos antes de la fecha límite, pero no firmó de inmediato. Fue colocado en la lista restringida después de que la Major League Baseball Players Association presentara una queja en contra de las Grandes Ligas de Béisbol sobre la firma en el draft minutos después de la fecha límite el 15 de agosto. El 22 de septiembre, Álvarez llegó a un acuerdo renegociado en un contrato de ligas mayores de cuatro años y $6,4 millones de dólares.
En 2009, asistió a los entrenamientos de primavera con los Piratas, pero fue asignado al entrenamiento de primavera de liga menor el 16 de marzo de 2009. Después de jugar varios meses con el equipo Clase-A afiliados a los Piratas, Lynchburg Hillcats, Álvarez fue asignado a Doble-A con Altoona Curve a finales de junio. Álvarez se comportó muy bien entre los dos niveles, liderando a la organización de los Piratas en jonrones y carreras impulsadas con 27 y 95, respectivamente. También bateó para .288 con un OPS de .917.

### 2010
Álvarez comenzó la temporada 2010 en Triple-A con los afiliados de los Piratas, Indios de Indianápolis, mientras era clasificado como el 8.º mejor prospecto en el 2010 del béisbol de Estados Unidos. En 66 juegos con los Indios de Indianápolis, bateó para .277 con 13 jonrones, 53 carreras impulsadas y 4 bases robadas.
Álvarez fue llamado a las Grandes Ligas el 16 de junio de 2010 y debutó en las mayores contra John Danks de los Medias Blancas de Chicago. Se fue de 2-0 con un boleto, un ponche, y anotó una carrera.
Su primer hit de Grandes Ligas fue contra los Indios de Cleveland el 19 de junio de 2010, un doble productor por encima del muro del jardín izquierdo al abridor de los Indios David Huff. Sin embargo, las semanas siguientes de su carrera no fueron tan buenas. Se ponchó por lo menos una vez en cada uno de sus primeros 10 partidos, coronado por un juego de cuatro ponches en la derrota 14-4 a los Atléticos de Oakland el 25 de junio de 2010. El mánager de los Piratas John Russell le dio el día libre. Su primer jonrón de Grandes Ligas fue contra los Filis de Filadelfia el 3 de julio de 2010, un jonrón solitario al jardín izquierdo contra el abridor de los Filis Kyle Kendrick. Después de salir de la banca, Álvarez respondió con una racha de ocho partidos bateando de hit del 28 de junio la 6 de julio que incluyó dos jonrones, tres carreras anotadas y cuatro remolcadas.
Álvarez registró el primer partido multi-jonrón de su carrera el 20 de julio de 2010 contra los Cerveceros de Milwaukee. Le pegó un grand slam en la primera entrada al lanzador de los Cerveceros Dave Bush y luego siguió con un jonrón en solitario en la entrada siguiente. Terminó el juego de 4-2 con dos carreras y cinco carreras impulsadas, ayudando a los Piratas a una victoria 11-9. Conectó dos jonrones de nuevo la noche siguiente contra los Cerveceros, yéndoseb de 5-3 con 3 impulsadas como parte de una victoria de los Piratas 15-3. Los jonrones fueron contra el abridor Randy Wolf y el relevista Kameron Loe. Después del partido, Álvarez había levantado su promedio de bateo con más de 60 puntos, de .197 el 9 de julio 9 a .259.
El 7 de agosto de 2010, Pedro pegó un jonrón walk-off de tres carreras contra el lanzador de los Rockies de Colorado Huston Street.
Álvarez fue nombrado Jugador de la Semana de la Liga Nacional del 20 al 26 de septiembre por sus actuaciones. Terminó la semana con promedio de .417 con dos jonrones y 13 empujadas. Álvarez continuó su buena racha, yédose de 5-4, con cinco carreras impulsadas el 30 de septiembre contra los Marlins de Florida, mientras levantaba su promedio de bateo 8 puntos de .249 a .257. Álvarez terminó la temporada al ganar el Novato del Mes en septiembre, bateando para .311 y líder en todos los novatos de las Grandes Ligas con 26 carreras impulsadas en sus últimos 27 juegos.

### 2011
Álvarez continuó con su progresión a finales de 2010, acumulando un promedio de bateo de .208 y un OPS de .587 en 36 juegos. El 21 de mayo de 2011, Álvarez fue colocado en la lista de lesionados de 15 días. Después de haber sido reincorporado el 9 de julio de 2011, fue enviado a los Indios de Indianápolis en AAA.

## Premios y honores
- 2006 National Freshman of the Year de la revista Baseball America[17]
- 2006 Baseball America First Team All American[18]
- Finalista para el premio Golden Spikes en 2007
- 2007 Baseball America First Team All American
- 2007 National Collegiate Baseball Writers Association First Team All American[19]
- 2007 American Baseball Coaches Association Second Team All American[20]
- Titular en el 2009 All-Star Futures Game[21]